# Otto Pächt

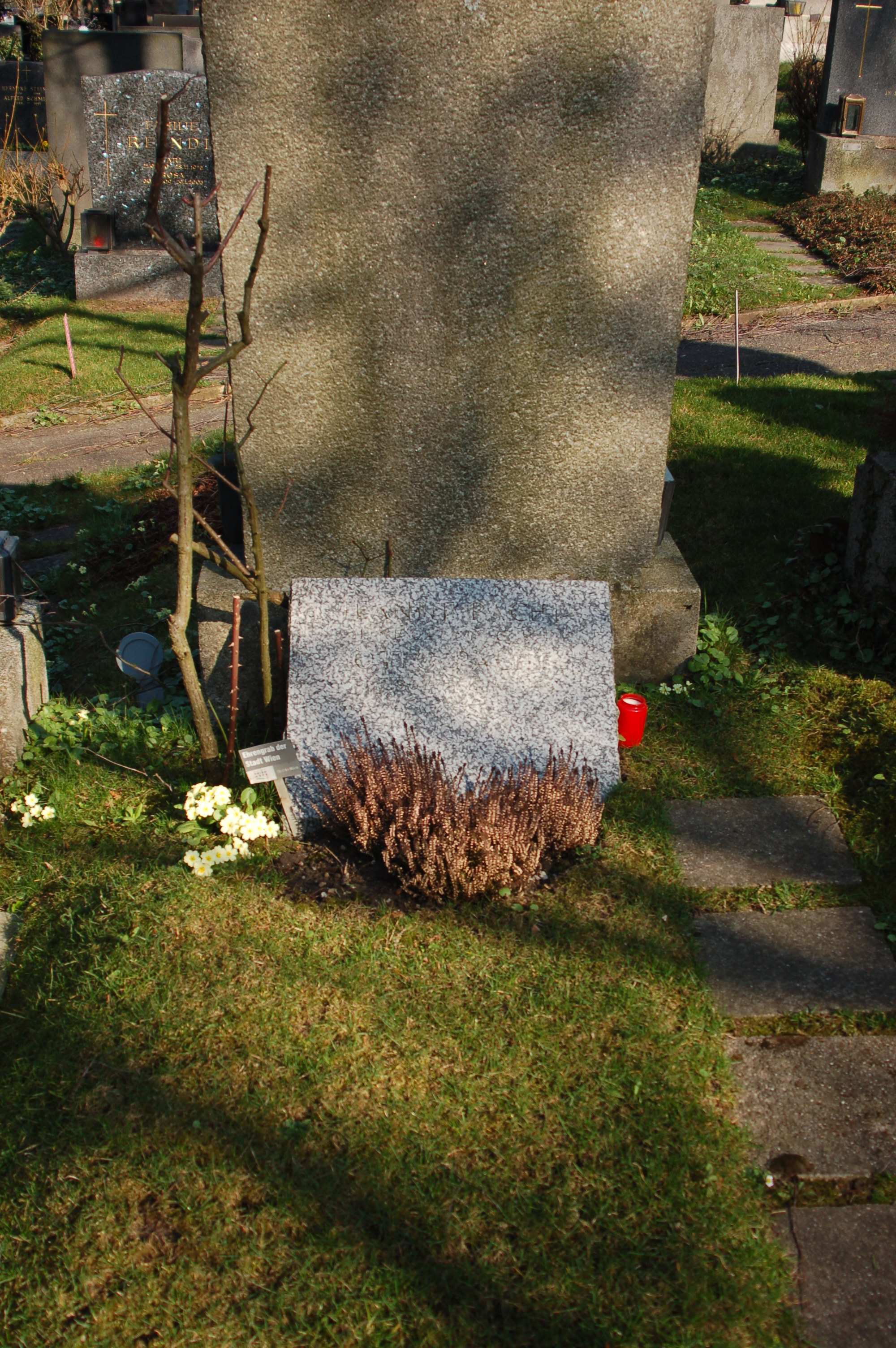
Graf van Otto Pächt op het Neustifter Friedhof

Otto Pächt (Wenen 7 september 1902 – ibid, 17 april 1988) was een Oostenrijkse professor en kunsthistoricus.

## Biografie
Hij was de zoon van een joodse textielfabrikant David Pächt, afkomstig uit Boekovina maar wonend in Wenen en van Josefine Freundlich, een joodse Weense. Hij studeerde aan de Volkschule en aan het Stadtsgymnasium in Hietzing en in 1920 schreef hij zich in aan de Universiteit van Wenen om kunstgeschiedenis te studeren bij Max Dvořák. Naast kunstgeschiedenis studeerde hij archeologie en filosofie. Na het plotse overlijden van Dvořák in 1921 ging hij voor een semester de lessen volgen in Berlijn bij Adolph Goldschmidt.  Karl Maria Swoboda de assistent van Dvořák  vroeg bij die gelegenheid aan Bruno Fürst om Pächt onder zijn vleugels te nemen. Dit leidde tot een levenslange vriendschap tussen Pächt en Fürst.  Na het semester in Berlijn hervatte hij zijn studies in Wenen bij Julius von Schlosser. Op een paar contacten met Wilhelm Pinder in Leipzig na, voltooide hij zijn opleiding daar. In 1925 promoveerde hij op een proefschrift Das Verhältnis von Bild und Vorwurf in der mittelalterlichen Entwicklung der Historiendarstellung onder de leiding van Julius von Schlosser. Otto Pächt en Hans Sedlmayr waren prominente leden van de nieuwe Weense school van kunstgeschiedenis en zij waren de grondleggers van het kunstwetenschappelijke structuralisme. In 1929 publiceerde hij zijn eerste boek: Österreichische Tafelmalerei der Gotik. In 1931 startte hij samen met Sedlmayr het tijdschrift Kunstwissenschaftlichen Forschungen, waarvan hij de editeur was. Er verschenen slechts twee nummers 1931 en 1933, jaar waarin het tijdschrift stopte omwille van gebrek aan fondsen. Hij werkte ook mee aan de Kritische Berichte zur Kunstgeschichtlichen Literatur dat in 1927 was gestart door zijn Berlijnse vriend Bruno Fürst.
Voor zijn habilitatie gaat hij naar de universiteit van Heidelberg in Duitsland bij August Grisebach. Hij levert er zijn habiliteitsproefschrift over de schilder Michael Pacher af in 1932 en hij werd aangesteld als privaatdocent. Als in 1933 de NSDAP aan de macht kwam, werd zijn titel van privaatdocent herroepen en keerde hij terug naar Oostenrijk.
Terug in Wenen breekt hij met Hans Sedlmayr, die lid was geworden van de nazipartij en raakt hij bevriend met Robert Musil en Oskar Kokoschka. In 1935 nam hij met Musil deel aan een antifascistisch congres. Pächt zorgde voor de publicatie van Musils werk Nachlass zu Lebzeiten in 1935 en zorgde samen met Fürst en anderen voor een klein stipendium toen Musil zich  in 1938 zonder bestaansmiddelen moest terugtrekken in Genève. Hij bleef contact houden met Musil tot diens dood in 1942.
In 1935 bracht hij een eerste bezoek aan Engeland en eind 1936 keert hij er terug voor een tweede bezoek. In maart 1937 bezocht hij in Dublin zijn vriend George Furlong, directeur van de National Gallery of Ireland. In de zomer van 1937 brengt hij nog een kort bezoek aan Wenen, maar vestigt zich daarna in 1938 in Londen. In een brief van 2 april 1938 meldt hij de aanhouding van zijn vader die tot dan toe in zijn levensonderhoud had voorzien.
Op 11 januari 1940 huwde hij de Engelse Jeanne Michalopoulo die als assistent bibliothecaris werkte aan het Courtauld Institute. Ondertussen was Pächt begonnen met het catalogiseren van de verluchte manuscripten van het British Museum. Die collectie werd elders ondergebracht bij het begin van de Tweede Wereldoorlog, en het was waarschijnlijk Francis Wormald, die hij had leren kennen bij het British Museum die ervoor zorgde dat hij kon meewerken aan het catalogeren van de verluchte handschriften van de Bodleian Library in Oxford. Hij was naar Oxford verhuisd begin 1941. Het echtpaar Pächt kreeg een zoon Michael in oktober 1942. Zijn vrouw hielp hem bij het werk in de Bodleian. In 1966, 1970 en 1973 werd de catalogus van de respectievelijk Europese uitgezonderd Italiaanse, Italiaanse en Engelse handschriften gepubliceerd. 
Vanaf 1945 wordt hij lector in kunstgeschiedenis aan het Oriel College in Oxford. In mei 1947 werd hij Brits staatsburger. Hij publiceerde in 1952 een nota over het altaarstuk van het college, dat hij toewees aan Bernard van Orley. Dankzij zijn vriend Sir George Clark werd hi in 1952 benoemd tot senior lecturer aan de History School en reader in 1962.
In 1963 toen Karl Maria Swoboda ontslag nam als professor kunstgeschiedenis, werd Pächt uitgenodigd om de functie op te nemen. Pächt die zich waarschijnlijk nooit echt had thuis gevoeld in Engeland keert naar Wenen terug als professor kunstgeschiedenis aan de Weense universiteit. Vanaf 1969 stond hij aan het hoofd van de afdeling manuscripten van de Österreichische Nationalbibliothek. Hij werd benoemd tot emeritus aan de universiteit in 1972.
In 1971 verliest hij zijn vrouw aan kanker. Na zijn emeritaat in 1972 zal hij zich volop toeleggen op zijn eigen studies

## Werk
Pächt sprak geen vloeiend Engels en behandelde in eerste instantie de onderwerpen die hem interesseerden. Hij deed geen concessie aan de algemene smaak of vraag naar de behandeling van bekende werken. De seminaries die hij gaf in Oxford waren dus nier erg succesvol. Er waren bovendien geen examens voorzien in de materie die hij onderwees wat maakte dat de studenten in groten getale afhaakten. Het publiek dat hij aantrok bestond grotendeels uit vrienden, kenners en enkele doctoraatsstudenten. Toen in 1955 een leerstoel in de kunstgeschiedenis werd opgericht aan het Oriel College werd die toegewezen aan Edgar Wind die wel over de populaire kunstenaars sprak en zeer succesvol werd. Dit zou mede de reden zijn van zijn gastcolleges in de Verenigde staten in 1956-1957 en van zijn terugkeer naar Oostenrijk in 1963. 
In Wenen was de situatie volledig anders. Hij nam zijn werk als professor zeer ernstig en besteedde zeer veel tijd aan de voorbereiding van zijn lezingen. Hij werd erg gestimuleerd door de positieve reacties en zijn lezingen werden legendarisch.
Naast zijn werk als professor of lector, hield Pächt zich onder meer bezig met algemene theoretische studies over de methodologie van de kunstgeschiedenis. Zijn methode, het duidelijkst beschreven in zijn Methodisches zur Kunstgeschichtlichen Praxis, ausgewählte Schriften, een neerslag van zijn lezingen, berustte op het Gestaltungsprinzip of het ontwerpprincipe dat de structuur van het kunstwerk en de sociale betekenis die de kunstenaar er wou aan geven exposeerde. Deze structuren kunnen heel divers en zowel de picturale elementen als figuur-basisidee relaties gebruiken. Pächt contrasteerde deze visie met de nadruk die de kunsthistorici in de middeleeuwse en renaissancekunst op iconografie of op opdrachtgeschiedenis legden. Pächt's aanpak was zeer geschikt voor het behandelen van de manuscriptverluchting en de schilderkunst uit de noordelijke renaissance. Hij gebruikte het idee van Riegl dat stijl relatief is en afhankelijk van de artistieke intentie. Hij was van bij het begin van zijn carrière overtuigd van de aanwezigheid van ‘nationale karakteristieken’ in de kunstwerken. Hij verdedigde de mening dat de middeleeuwse kunst de waarachtigheid van de klassieke periode of de Renaissance mise, vooral omdat het de bedoeling was om wonderen van God te tonen veeleer dan de echte wereld. Hij bestreed gans zijn leven de hegemonie van de iconografische methode. Zijn commentaren over  Early Netherlandish Painting van Erwin Panofsky is hiervoor typerend, maar ondanks de kritiek die hij uitte op de door Panofsky gebruikte methodes, bleven ze hartelijke relaties onderhouden en werkte Pächt mee aan het Festschrift voor Panofsky in 1961.
Daarnaast publiceerde Pächt een groot aantal detailstudies over individuele werken en studies over de stijl van individuele kunstenaars of groepen van kunstenaars, die bedrijvig waren geweest in de boekverluchting en van schilders uit de late middeleeuwen en de vroege renaissance. Dankzij zijn werk aan de beschrijving van de verluchte handschriften in het British Museum en de Bodleian had hij een enorme kennis en expertise opgebouwd in dit domein.

## Publicaties
- Das Verhältnis von Bild und Vorwurf in der mittelalterliche Entwicklung der Historiendarstellung, Phil. Diss., (doctoraats thesis), Wenen, 1925.
- Österreichische Tafelmalerei der Gotik. Augsburg, 1929.
- Gestaltungsprinzipien der westlichen Malerei des 15. Jahrunderts, (Habilitatie proefschrift), Heidelberg, 1932.
- Die historische Aufgabe Michael Pachers. In: Kunstwissenschaftliche Forschungen, 1, Berlijn 1931, p. 95 - 132.
- A Book of Hours by Jean Fouquet. In: The Bodleian Library Record, 1, Oxford 1941, p. 245-247.
- The Master of Mary of Burgundy, Londen 1948.
- Early Italian Nature Studies and the Early Calendar Landscape. In: Journal of the Warburg and Courtauld Institutes, 13, Londen 1950, p. 13-47.
- The Avignon Diptych and its Eastern Ancestry. In: De atticus opuscula XL. Essays in Honor of Erwin Panofsky, ed. M. Meiss, New York, 1961, p. 402-421.
- Die Gotik der Zeit um 1400 als gesamteuropäische Kunstsprache, in: Exhibition. cat. Europäische Kunst um 1400, Wenen 1962.
- "Panofsky's 'Early Netherlandish Painting'", Burlington Magazine 98 (1956), part I (april): 110-116, part II (augustus): 267-79.
- "Alois Riegl", Burlington Magazine 105 (mei 1963): 188-93.
- Methodisches zur Kunstgeschichtlichen Praxis, ausgewählte Schriften, München: Prestel, 1977. * Van Eyck: Die Begründer der altniederländischen Malerei. München: 1989.
- Book Illumination in the Middle Ages. An Introduction. Londen: Harvey Miller Publishers, 1994.
- Early Netherlandish Painting. From Rogier van der Weyden to Gerard David, ed. by Monika Rosenauer, Londen: Harvey Miller Publishers, 1997.
- Venetian Painting in the Fifteenth Century. From Mantegna to Bellini. Londen: Harvey Miller Publishers, 2003.

## Onderscheidingen
- 1956: Lid van de British Academy of Sciences
- 1967: Lid van de Oostenrijkse academie van wetenschappen
- 1976: Wilhelm Hartel Prijs van de Österreichische Akademie der Wissenschaften
- 1971: Doctor honoris causa aan de Universiteit van Oxford
- 1981: Gouden eremedaille van de stad Wenen
- 1982: Officier de l'Ordre National de Mérite de la République Française
- 1984 : Commandeur de l’Ordre des Arts et des Lettres
- 1985: Österreichisches Ehrenzeichen für Wissenschaft und Kunst